# Shapeshifter (groupe)
Pour les articles homonymes, voir Shapeshifter.
Shapeshifter est un groupe néo-zélandais de musique électronique, originaire de Christchurch.

## Histoire
En 2001, Shapeshifter sort son premier album intitulé Realtime. L'album comprend une collaboration avec la chanteuse Ladi6 sur le titre Move With Me ainsi qu'avec Kaps (Fabel) et Tiki (Salmonella Dub) à la production. Realtime reçoit le titre de « meilleur album de musique électronique » aux bNet NZ Music Awards 2002, et est également nommé aux RIANZ NZ Music Awards dans la catégorie « meilleur album électronique ».
En 2004, Shapeshifter sort son deuxième album, Riddim Wise. Il s'agit d'une étape vers un style drum and bass plus atmosphérique. Enregistré dans le home studio du groupe à Melbourne, l'album comprend des collaborations avec les chanteurs d'Aotearoa Dallas Tamaira alias Joe Dukie (Fat Freddy's Drop), Karoline Tamati alias Lady 6 (Verse 2/Sheelahroc) et Paora Apera alias P Digsss. L'album est salué comme une progression constante par rapport à Realtime, mettant l'accent sur les grooves funky des pistes de danse, tout en conservant des éléments musicaux forts. L'album devient le premier album indépendant de Nouvelle-Zélande et également le premier album national de danse de l'histoire de la Nouvelle-Zélande.
En juillet 2016, Shapeshifter sort un nouveau single, Stars, extrait de leur nouvel album et reçoit des critiques élogieuses « [...] C'est un hymne estival et, au cours de mes voyages cet été, c'est une chanson que j'ai entendue de nombreuses fois dans des voitures aux vitres baissées et dont les occupants chantaient en s'amusant comme des fous. » En 2018, le Premier ministre néo-zélandais Jacinda Ardern offre le CD The System Is A Vampire de Shapeshifter et un vinyle de Stars au prince Harry et son épouse Meghan, la duchesse de Sussex, lors de leur tournée royale dans le Pacifique Sud.

## Discographie

### Albums studio
- 2001 : Realtime
- 2004 : Riddim Wise LP ( Or[5])
- 2006 : Soulstice (4e place des charts néo-zélandais[6]) (double  Platine[5])
- 2009 : The System Is A Vampire ( Platine[5])
- 2011 : System Remix ( Platine)
- 2013 : Delta
- 2016 : Stars
- 2021 : Rituals (6e place des charts néo-zélandais[7])

### Albums live
- 2007 : Live

### EP
- 2001 : DNA EP
- 2003 : Styles EP

### Singles notables
- 2021 : Ritual (Under Your Spell)
- 2021 : Found in You
- 2022 : Crystal Eyes
- 2023 : Runaway
- 2023 : Amokura